# Квинтил
 Квинтил (лат. Quintillus; Сирмијум, 220 − Аквилеја, април 270.) био је римски цар који је на кратко време преузео власт након смрти свог брата Клаудије II 270. године.
Historia Augusta извештава да је постао цар после државног удара. Еутропије каже да су Квинтила изабрали војници, одмах после братовљеве смрти. Овај избор потврдио је сенат. Зонара тврди међутим да је Квинтила изабрао само сенат.
Јединице које су пратиле Клаудија у походу дуж Дунава нису знале за Квинтилов избор или га нису одобравале. Те легије су изабрале Аурелијана за цара.

## Квинтилова владавина
Извори дају различите податке о дужини владавине Квинтила: од 17 до 177 дана. Такође, није јасно како је он погинуо. Historia Augusta каже да су га његови војници убили, бунећи се против дисциплине коју је покушао да уведе. Други писци тврде да је Квинтил извршио самоубиство, свестан да не може угрозити Аурелијана. У сваком случају, Квинтил је умро у Аквилеји, данашња Италија.
Изгледа да је Квинтил био умерен и способан владар. Био је један од царева који су били присталице сената и у сенатској историографији били нарочито цењени.
Квинтил је за собом оставио два сина.